# Fashionably Late
Fashionably Late è il secondo album in studio del gruppo musicale statunitense Falling in Reverse, pubblicato nel 2013.

## Tracce
1. Champion – 4:02
2. Bad Girls Club (featuring Crissy Henderson) – 3:41
3. Rolling Stone – 3:53
4. Fashionably Late – 3:33
5. Alone – 4:39
6. Born to Lead – 5:19
7. It's Over When It's Over – 3:53
8. Game Over – 3:10
9. Self-Destruct Personality – 4:16
10. Fuck the Rest – 4:24
11. Keep Holding On – 4:57
12. Drifter – 2:46

Edizione deluxe tracce aggiuntive
1. Where Have You Been – 3:18
2. Goddamn – 3:14
3. Rolling Stone (Shy Kidx remix) – 4:40

## Formazione
- Ronnie Radke - voce, piano
- Derek Jones - chitarra
- Jacky Vincent - chitarra
- Ryan Seaman - batteria
- Ron Ficarro - basso